# Motte de Parc Er Butte Bihan
La motte de Parc Er Butte Bihan  est située à Langonnet en France.

## Localisation
La motte est située sur le territoire de la commune de Langonnet, au lieu-dit Guernégal, dans le département du Morbihan en région Bretagne.

## Historique
La motte est inscrite à l'inventaire général du patrimoine culturel.